# 札幌医科大学卫生短期大学部
札幌医科大学卫生短期大学部（日语：／ Sapporo Ika Daigaku Eisei Tanki Daigakubu *），简称卫短，是过去一所位于日本北海道札幌市中央区的公立短期大学。

## 概要

### 简介
- 短期大学为于1983年开办、由札幌市经营。并同时开始招収男女学生到1992年、停办于1995年[1][2]。

### 历史
- 1983年 札幌医科大学卫生短期大学部成立并同时设置三个学科、以下列举。
  - 护理学科
  - 物理治疗学科[注 2]
  - 职能治疗学科[注 3]
- 1992年 最后一年招生、次年停止招生（正式停办于1995年4月25日[2]）

## 学校环境
- 校区：在了北海道札幌市中央区[注 1]

## 历任校长
- 和田武雄：第一代短期大学校长[3]。
- 谷内昭：最后短期大学校长[4]。

## 组织

### 学科
- 护理学科
- 物理治疗学科[注 2]
- 职能治疗学科[注 3]

### 专科
| - 没有 |

### 业余课程
| - 没有 |

## 相关链接
- 日本短期大学列表